# Polyalthia rufescens
Polyalthia rufescens este o specie de plante din genul Polyalthia, familia Annonaceae, descrisă de Joseph Dalton Hooker și Thomas Thomson. A fost clasificată de IUCN ca specie în pericol. Conform Catalogue of Life specia Polyalthia rufescens nu are subspecii cunoscute.